# Petőfi híd
Petőfi híd (Petőfiho most) je most přes řeku Dunaj v Budapešti. Postaven byl v letech 1933–1937 podle plánů Huberta Pál Álgyaye. Původně se jmenoval Horthy Miklós híd po maďarském regentovi Miklósi Horthym. Zničen byl na konci druhé světové války – 14. ledna 1945 byl německými vojáky spolu s ostatními budapešťskými mosty vyhozen do vzduchu. Obnova probíhala v letech 1950–1952 a po znovuotevření 22. listopadu 1952 byl pojmenován po maďarském básníkovi Sándoru Petőfim.
Most je dlouhý 378 m, s předmostími 514 m. Rozpětí jeho pilířů činí 154 m, šířka 25,6 m.
Na pešťském předmostí se nachází náměstí Boráros tér s navazujícím Velkým okruhem. U mostu je konečná stanice csepelské linky HÉV. Na budínském předmostí se nachází náměstí Goldmann György tér s budovou vysoké školy technické a ekonomické. Přes most vede trať využívaná tramvajovými linkami č. 4 a 6.